# Alive II
Alive II és l'àlbum en directe de la banda Kiss.

## Llista de cançons
Disc 1
1. Detroit Rock City – 03:58
2. King of the Night Time World – 03:06
3. Ladies Room – 03:11
4. Makin' Love – 03:13
5. Love Gun – 03:34
6. Calling Dr. Love – 03:32
7. Christine Sixteen – 02:45
8. Shock Me – 05:51
9. Hard Luck Woman – 03:06
10. Tomorrow and Tonight – 03:20

Disc 2
1. I Stole Your Love – 03:36
2. Beth – 02:24
3. God of Thunder – 05:16
4. I Want You – 04:14
5. Shout It Out Loud – 03:37
6. All American Man – 03:13
7. Rockin' in the U.S.A. – 02:44
8. Larger Than Life – 03:55
9. Rocket Ride – 04:07
10. Any Way You Want It